# Сомерсет, Генри, 1-й маркиз Вустер
Генри Сомерсет (англ. Henry Somerset; 1577 — 18 декабря 1646, Ковент-Гарден, Лондон, Королевство Англия) — английский аристократ, 7-й барон Герберт и 5-й граф Вустер с 1628 года, 1-й маркиз Вустер с 1642 года. Во время революции поддерживал короля Карла I, попал в плен к армии парламента и умер в заключении.

## Биография
Генри Сомерсет принадлежал к побочной ветви династии Плантагенетов. Он был вторым (и старшим из доживших до взрослых лет) сыном Эдуарда Сомерсета, 4-го графа Вустера, и его жены Элизабет Гастингс. Генри родился в 1577 году, окончил колледж Магдалины в Кембридже, завершил образование в ходе путешествия по Европе. 17 июля 1602 года он был назначен заместителем лейтенанта Монмутшира, в 1617 году стал членом Совета Уэльса, 2 декабря 1626 года — лордом-лейтенантом Гламоргана и Монмутшира. В 1628 году, после смерти отца, Сомерсет унаследовал его титулы и обширные владения; он был одним из богатейших лордов Англии с годовым доходом около 24 тысяч фунтов. Существовало даже мнение, что граф — самый богатый человек в королевстве.
Сомерсет воспитывался в протестантском духе, но, находясь на континенте, обратился в католичество. Он старался держаться в стороне от политической борьбы и не выказывать никаких предпочтений: даже слуг для своих резиденций он набирал как из католиков, так и из протестантов. Тем не менее английские пресвитериане питали большие подозрения относительно Сомерсета. Из-за этого королю Карлу I пришлось в 1631 году уговорить графа отказаться от государственных постов; в дальнейшем монарх никуда не назначал Сомерсета, хотя и заверял его в глубоком личном уважении. В 1640 году, когда начался конфликт между королём и парламентом, Карл приказал вице-лейтенантам Южного Уэльса подчиняться графу Вустеру, и это дало его врагам повод, чтобы говорить о католической угрозе. В 1642 году конфликт перерос в гражданскую войну. Сомерсет занял сторону короля, используя поддержку дворян Монмутшира, где находилась его главная резиденция, и тратя на войну собственные деньги. Карл в благодарность пожаловал ему титул маркиза Вустера (2 ноября 1642 года), пообещал после победы владения графа Пембрук. В 1645 году король дважды приезжал в принадлежавший Сомерсету замок Раглан, чтобы вербовать в Уэльсе людей для своей армии, но особого успеха не достиг.
В начале 1646 года армия парламента осадила Раглан, в котором тогда находился маркиз. Последний дважды отвергал предложенную ему капитуляцию. Наконец, 17 августа он согласился сдаться, выговорив определённые условия для гарнизона, но передав себя на милость победителя. К тому моменту Сомерсет уже был болен. Он умер 18 декабря того же года в Лондоне и был похоронен в часовне Бофорта в Виндзоре, причём церемония прошла по пресвитерианскому обряду. Капеллан маркиза Томас Бейли, сопровождавший его до конца, опубликовал в 1649 году отчёт о религиозных спорах между Сомерсетом и королем в Раглане под названием Certamen Religiosum, а в 1650 — «Вустерские апофегмы».

## Семья
16 июня 1600 года Генри Сомерсет женился на Энн Рассел, дочери Джона Рассела, барона Рассела, и Элизабет Кук. В этом браке родились восемь сыновей (в их числе Эдуард, 2-й маркиз Вустер) и четыре дочери, одна из которых, Элизабет, стала женой Фрэнсиса Брауна, 3-го виконта Монтегю.